# سیمز ۳: حیوانات خانگی
سیمز ۳: حیوانات خانگی (به انگلیسی: The Sims 3: Pets) پنجمین نسخه از سری بازی‌های سیمز در کامپیوتر و دومین نسخه از این سری بازی‌ها بر روی کنسول است.

## توسعه
در تاریخ ۳ ژوئن ۲۰۱۱ الکترونیک آرتس شایعات مبنی بر منتشر شدن بازی را با گذاشتن تریلر بازی در یوتیوب تأیید کرد.
این بازی همان‌طور که از اسمش مشخص است بیش تر روی حیوانات متمرکز شده‌است و سازندگان بازی سعی بر طبیعی تر جلوه دادن حیوانات هستند. بازیکنان می‌توانند حیوان مورد علاقهٔ خود را همان‌طور که شخصیت بازی را درست کرده‌اند درست کنند.
همچنین بازیکنان امکان انتخاب نژاد و مجموعه‌ای از صفت‌ها را برای حیوان دارند. برخلاف سیمز ۲ شخصیت‌ها می‌توانند کنترل کاملی بر روی حیوانشان داشته باشند.

## گیم پلی
در این بازی یک شهر جدیدی به نام دشت Appaloosa وجود دارد. این شهر دارای فروشگاه و مغازه‌های جدید تری نسبت به بازی‌های پیشین است.
هم چنین هر حیوان خانگی نیازهای خاص خودش را دارد. در این بازی تک شاخ نیز وجود دارد که در صورت پیدا کردن آن توسط شخصیت سیمز دارای قدرت‌های جادویی است. آن‌ها می‌توانند کسی یا چیزی را نفرین کنند یا به شخصیت سیمز شما برکت ببخشند. شخصیت سیمز می‌تواند تا دوران نوجوانی اسب سواری کند. سگ‌ها نیز می‌توانند در آب شنا کنند ولی در آن غرق نمی‌شوند و به صورت طبیعی با بالا رفتن سنشان می‌میرند.
هر شخصیت در این بازی فقط می‌تواند تا ۶ حیوان خانگی در خانه داشته باشد. شغل جدیدی که در این بازی وجود دارد شغل مربیاسب است. بازیکنان می‌توانند از اسب خود برای وسیله‌ای برای حمل و نقل استفاده کنند و هم چنین به آن‌ها آموزش دهند که برای مسابقات آماده شوند. شخصیت سیمز نیز باید حیوانشان را حتماً استحمام کنند.
حیوانات در این بازی نیز می‌توانند مهارت‌هایی را یاد بگیرند. برای مثال گربه‌ها و سگ‌ها می‌توانند شکار کردن و اسب‌ها می‌توانند مسابقه دادن و پریدن را یاد بگیرند.
در این بازی بیش تر از صد نژاد سگ و گربه وجود دارد. حیوانات نیز مانند شخصیت‌های سیمز می‌توانند با کسی ملاقات کنند، عاشق بشوند و تولید مثل کنند.

## حیوانات
سه حیوان اصلی در این بازی وجود دارد که عبارتند از سگ، گربه و اسب. هم چنین حیوانات دیگری نیز وجود دارد که شخصیت سیمز می‌تواند آن‌ها را جمع‌آوری کند مانند پرندگان، مارها و موش‌ها.

## ساخت حیوانات خانگی
در این بازی بازیکنان قادر به ساخت، کنترل بیش از ۱۰۰ نوع حیوان از جمله سگ و گربه هستند. درست کردن یک حیوان شبیه ساختن یک شخصیت سیمز است ولی زمینه‌های مختلفی دارد. بازیکنان می‌توانند حیوانشان را از نظر شکل، الگو، رنگ پوست، گوش، دم، چشم‌ها و چیزهای بیش تری تغییر دهند. هم چنین یک حالت پیشرفته برای ایجاد یک حالت حیوان خانگی وجود دارد. برای مثال بازیکنان می‌توانند پوست حیوان خانگیشان را به اشکال مختلفی درآورند به‌طور مثال پوست را راه راه کنند.